# Euphorbia hamata
Euphorbia hamata es una especie fanerógama perteneciente a la familia de las euforbiáceas. Es endémica de Namibia a Sudáfrica en la Provincia del Cabo.

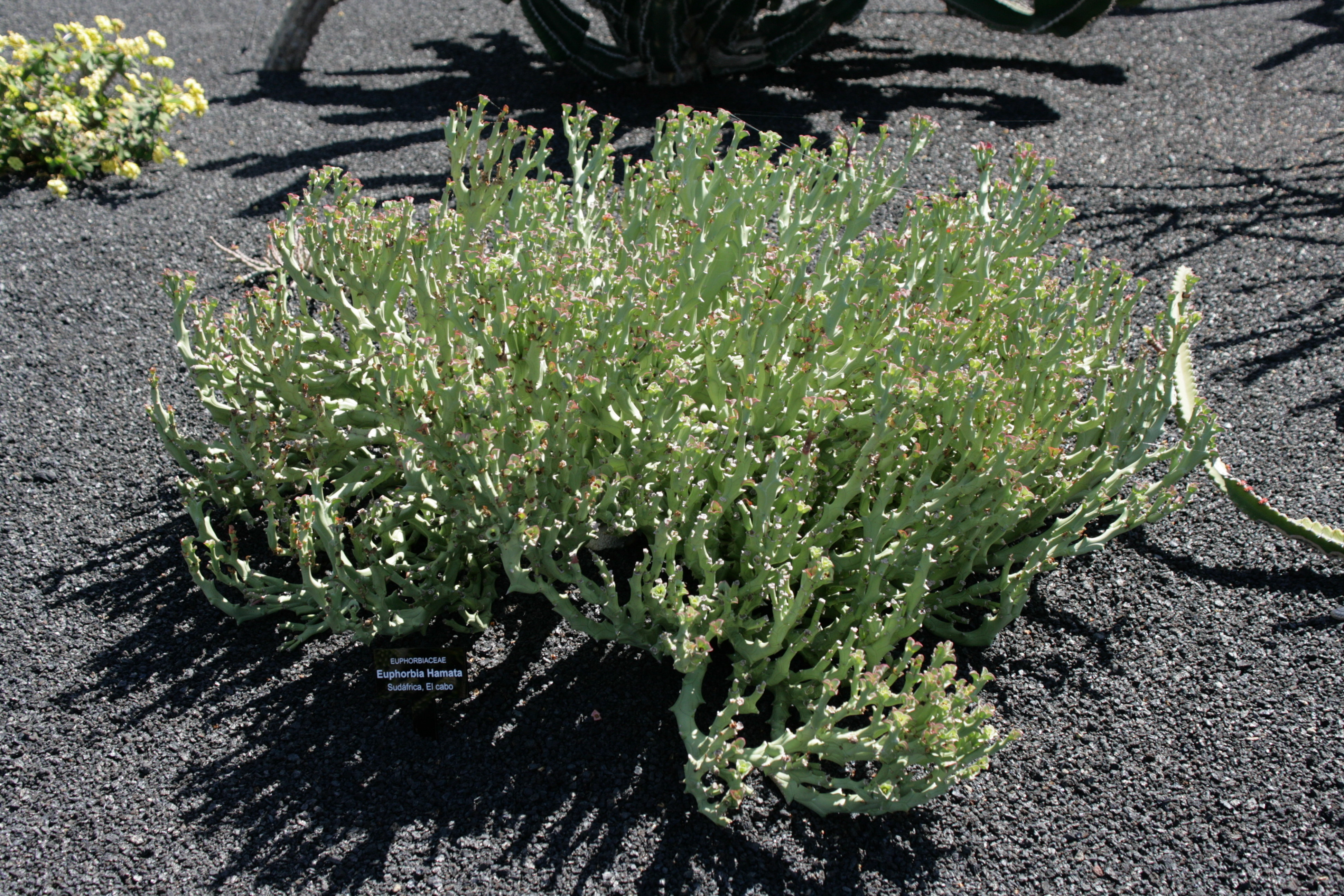
Vista de la planta

## Descripción
Es un arbusto suculento ramificado, a veces formando grandes masas densas de hasta 1 m de altura, unisexuales, con una forma alargada u oblonga de tubérculo. Tiene 3-6 ramas  gruesas, carnosas, un poco con tres ángulos, con tubérculos cónicos algo distantes esparcidos a lo largo de ellas, glabras, gris, verde. El involucro sessil, mucho más corto que las brácteas,  en forma de copa, glabro, con 5 glándulas y 5 lóbulos con flecos. El fruto en cápsula,  subglobosa, con semillas  largas, ovoides.

## Taxonomía
Euphorbia hamata fue descrita por (Haw.) Sweet y publicado en Hortus suburbanus Londinensis 107. 1818.
Etimología
Euphorbia: nombre genérico que deriva del médico griego del rey Juba II de Mauritania (52 a 50 a. C. - 23), Euphorbus, en su honor – o en alusión a su gran vientre –  ya que usaba médicamente Euphorbia resinifera. En 1753 Carlos Linneo asignó el nombre a todo el género.
hamata: epíteto latino que significa "ganchudo, con ganchos.
Sinonimia
- Dactylanthes hamata  Haw. (1812).
- Medusea hamata (Haw.) Klotzsch & Garcke (1859).
- Dactylanthes medusa Raf. (1838).
- Euphorbia cervicornis Boiss. (1860).
- Euphorbia peltigera E.Mey. ex Boiss. in A.P.de Candolle (1862). [6][7]